# Kimbropezia campestris
Kimbropezia campestris är en svampart som beskrevs av Korf & W.Y. Zhuang 1991. Kimbropezia campestris ingår i släktet Kimbropezia och familjen Pezizaceae.   Inga underarter finns listade i Catalogue of Life.